# Helentappanella
Helentappanella es un género de foraminífero bentónico de la subfamilia Miliolinae, de la familia Miliolidae, de la superfamilia Milioloidea, del suborden Miliolina y del orden Miliolida. Su especie tipo es Massilina jacksonensis var. punctatocostata. Su rango cronoestratigráfico abarca el Bartoniense (Eoceno medio).

## Clasificación
Helentappanella incluye a la siguiente especie:
- Helentappanella punctatocostata †